# هنري إبراهام (عالم سياسة)
هنري إبراهام (بالإنجليزية: Henry Abraham) هو عالم سياسة أمريكي، ولد في 25 أغسطس 1921 في أوفنباخ أم ماين في ألمانيا.